# Haihte Range
Haihte Range är ett berg i Kanada.   Det ligger i provinsen British Columbia, i den sydvästra delen av landet, 3 800 km väster om huvudstaden Ottawa. Toppen på Haihte Range är 1 382 meter över havet.
Terrängen runt Haihte Range är huvudsakligen bergig, men norrut är den kuperad. Runt Haihte Range är det ganska glesbefolkat, med 48 invånare per kvadratkilometer.. Närmaste större samhälle är Tahsis, 12,4 km söder om Haihte Range.
I omgivningarna runt Haihte Range växer i huvudsak barrskog.